# Nolanville
La ville de Nolanville est située dans le comté de Bell, dans l’État du Texas, aux États-Unis. Sa population s’élevait à 4 259 habitants lors du recensement de 2010, estimée à 5 715 habitants en 2018.

## Source
- (en) Cet article est partiellement ou en totalité issu de l’article de Wikipédia en anglais intitulé « Nolanville, Texas » (voir la liste des auteurs).

1. ↑  « Population and Housing Unit Estimates » (consulté le 14 octobre 2019)
2. ↑  « U.S. Decennial Census », Census.gov (consulté le 10 juin 2014)
3. ↑  « State & County QuickFacts », United States Census Bureau (consulté le 8 décembre 2013)